# Schönsee
Schönsee é uma cidade da Alemanha localizado no distrito de Schwandorf, região administrativa de Oberpfalz, estado de Baviera.
A cidade Schönsee é membro e sede do Verwaltungsgemeinschaft de Schönsee